# Atlas geografic

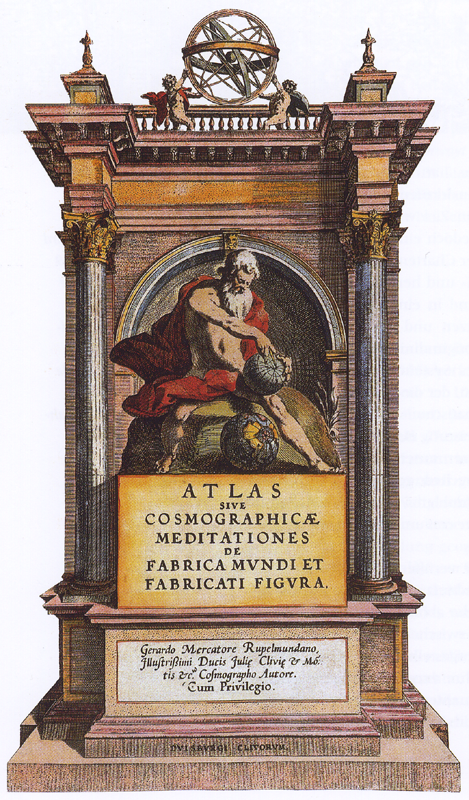
Coperta de cupru a atlasului lui Mercator, pe care se află reprezentat gigantul Atlas.

Atlasul geografic este o lucrare de cartografie care conține hărți geografice, cu explicații și date în legătură cu regiunile respective.
Denumirea provine de la numele zeului Atlas.
Imaginea acestuia apare pe unul dintre primele atlase geografice, cel al lui Gerardus Mercator, publicat în 1585.
O altă lucrare cartografică celebră este Speculum Orbis Terrae ("Oglinda lumii"), publicată de Cornelis de Jode la Anvers în 1593.